# Музеи Днепра
В статье перечислены музеи, выставочные залы, дома-музеи, галереи и другие культурные объекты Днепра.
В Днепре музейное дело развивается с 1849 года, когда по инициативе директора местной гимназии в Екатеринославе открылся общественный Музеум Екатеринославской губернии. Сейчас это самый популярный музей не только города, но и области — так в 2010 году почти половина (41 %) от всех посетителей, побывавших во всех вместе взятых музеях Днепропетровской области, пришлось на этот музей.
Следующим в 1914 году был открыт художественный музей — Екатеринославская картинная галерея, экспозиции которой на тот момент насчитывала всего 64 работы.
По состоянию на 2011 год в Днепре насчитывалось 38 музеев. При этом в целом в Днепропетровской области в 2011 году насчитывалось 130 музеев.
По состоянию на 2013 год в городе было уже 42 музея — при учебных заведениях и предприятиях и 2 государственных — Художественный и Исторический.
В 2012 году в городе появился один из крупнейших в мире музеев Холокоста. 29 октября 2013 г. в Днепропетровске открылся Музей «Парк Ракет».
Последним открывшимся в городе музеем является музей ретро-автомобилей, начавший работать в конце 2014 года.
В 2015 году, к 70-летию освобождения Украины от нацистов, в Днепропетровске планировали открыть фортификационный музей под открытым небом, на территории в два гектара будет реконструирован участок линии фронта, проходившего тут в 1943 году.

## Музеи Днепра

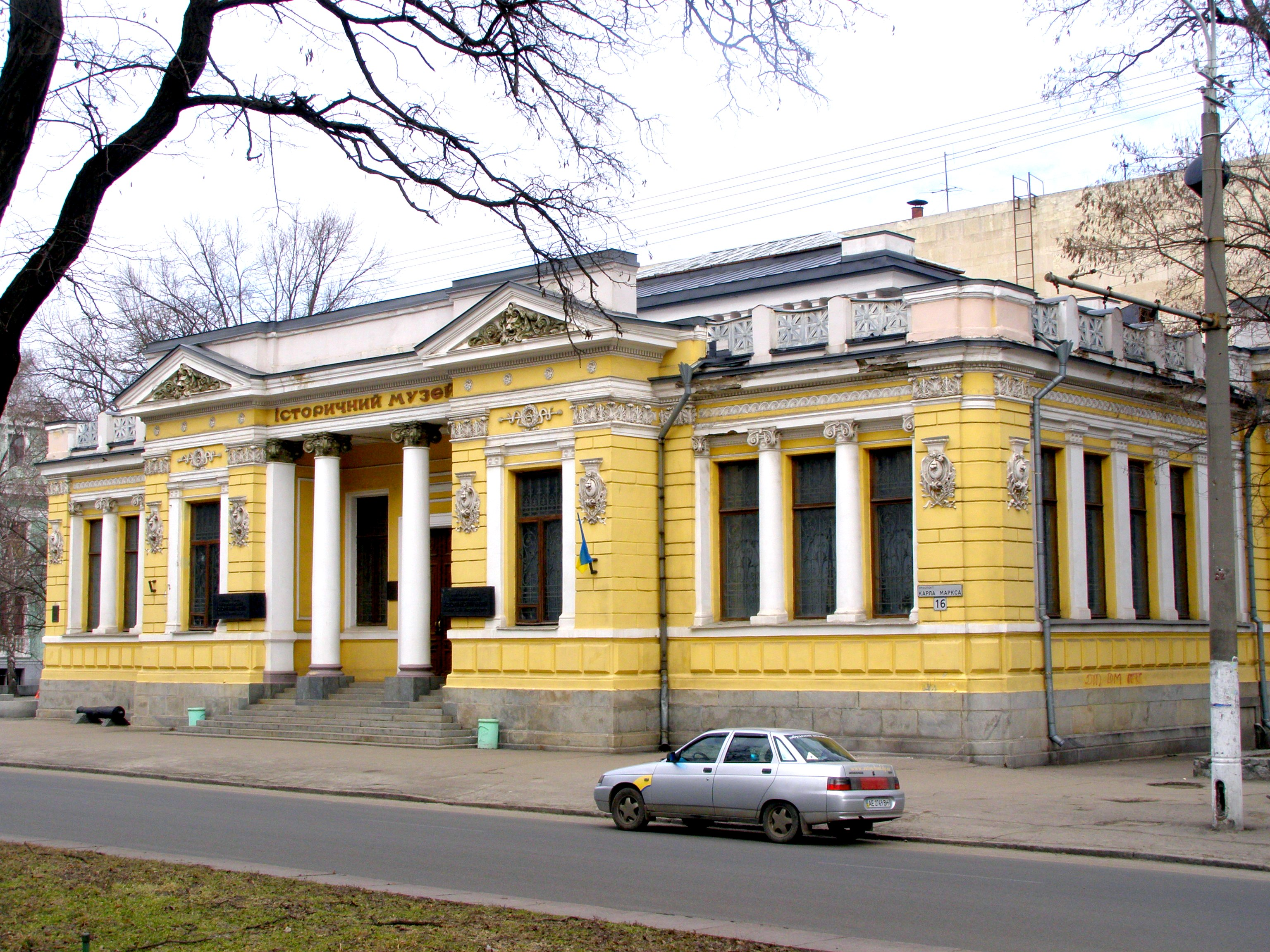
Днепропетровский исторический музей

- Днепропетровский исторический музей имени академика Д. И. Яворницкого
- Диорама «Битва за Днепр»

- Литературное Приднепровье

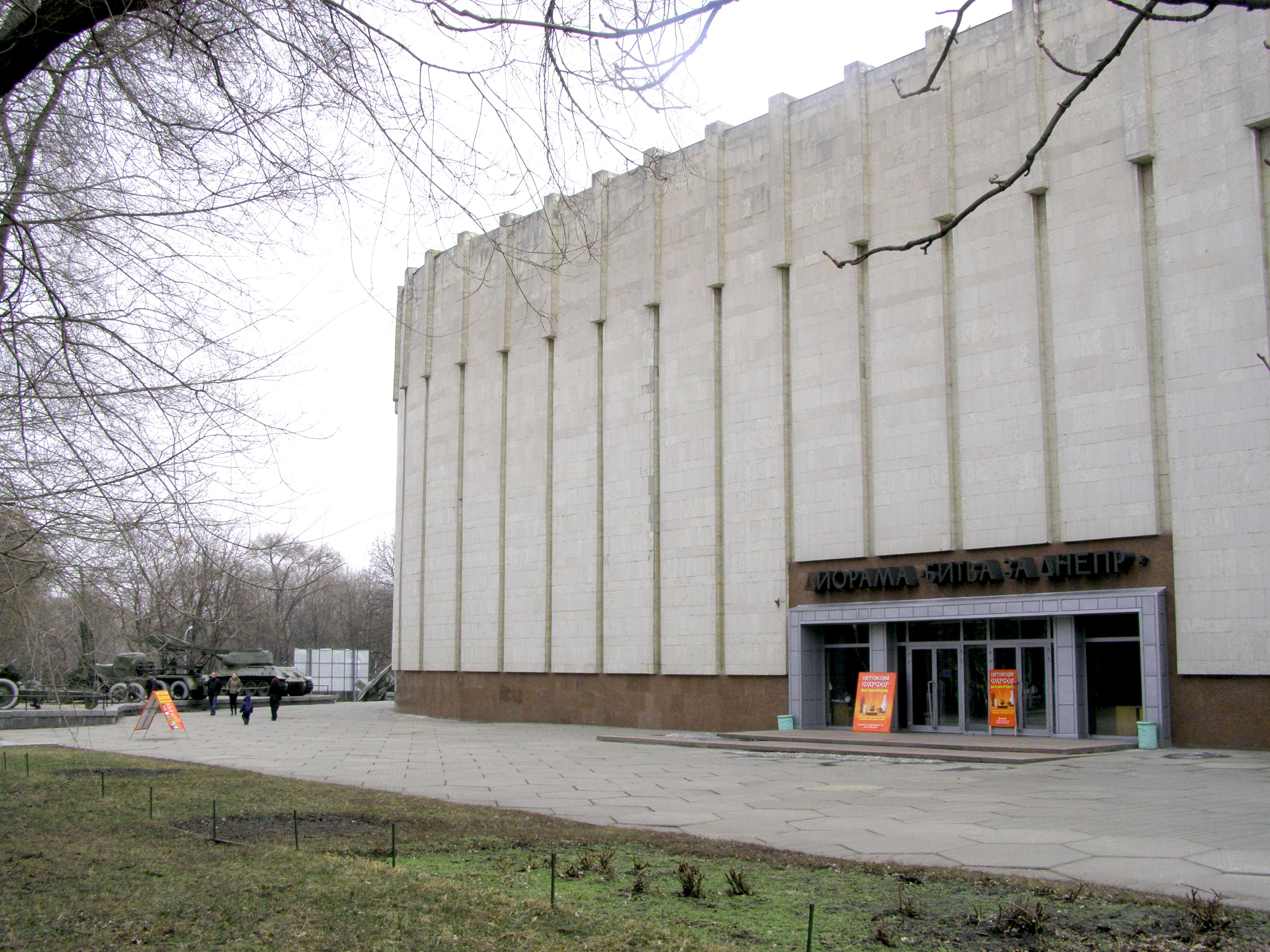
Диорама «Битва за Днепр»

- Мемориальный дом-музей академика Д.И. Яворницкого

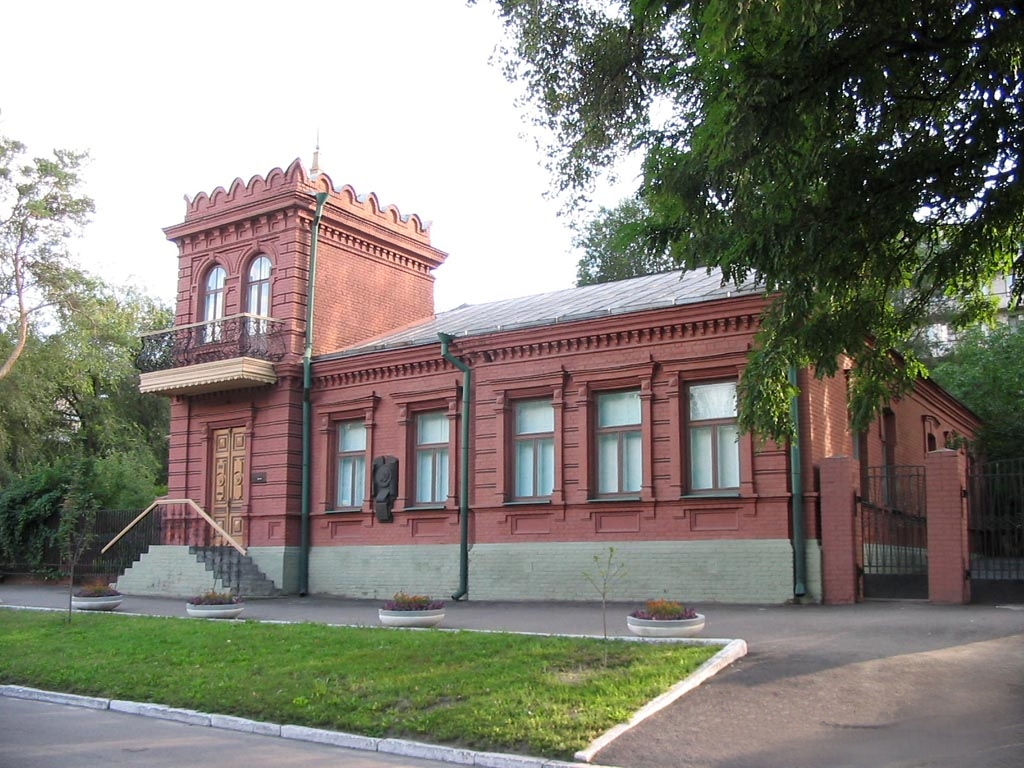
Дом-музей Яворницкого

- Музейный центр Е. П. Блаватской и её семьи
- Музей истории местного самоуправления Днепропетровской области
- Днепропетровский художественный музей
- Днепропетровский народный музей истории милиции
- Музей Истории развития финансовой системы Днепропетровской обл.
- Музей монет Украины
- Музей истории комсомола (Университет воинских искусств Музейно-культурный комплекс)
- Музей спортивной славы спорт-клуба «Метеор»
- Казацкий хутор Галушковка
- Народный мемориальный дом-музей им. Г. И. Петровского
- Музей «Память еврейского народа и Холокост в Украине»

### Музеи вузов, предприятий и организаций
- зоологический музей Днепровского национального университета,
- геолого-минералогический музей национального технического университета «Днепровская политехника»,
- музей истории Днепровского национального университета,
- музей истории Днепровского государственного аграрного университета,
- музей истории Днепровского национального университета железнодорожного транспорта,
- музей истории Приднепровской государственной академии строительства и архитектуры,
- народный музей истории Днепропетровской медицинской академии МОЗ Украины,
- народный музей истории национального технического университета «Днепровская политехника»,
- народный музей истории национальной металлургической академии Украины,
- народный музей истории Украинского государственного химико-технологического университета,
- музей Днепровского техникума сварки и электроники имени Е. О. Патона,
- народный мемориальный дом-музей им. Г. И. Петровского,
- народный музей истории днепровского городского электротранспорта,
- музей «Память еврейского народа и Холокост в Украине»,
- парк ракет,
- технический музей «Машины времени».